# Соловьёв, Александр Яковлевич
Александр Яковлевич Соловьёв (род. 15 июня 1941) — советский и российский актёр театра, режиссёр-постановщик и педагог, народный артист Российской Федерации (2003).

## Биография
Родился 15 июня 1941 года.
В 1963 году окончил драматическую студию при Саратовском ТЮЗе, а позже — Саратовский педагогический институт им. Федина.
С 1963 года работает в труппе Саратовского ТЮЗа им. Киселёва.
Педагогическая деятельность Александра Яковлевича Соловьёва началась сразу же после окончания студии. В 1963 году он становится помощником педагога по мастерству актёра у В. Бросевича в Саратовском театральном училище им. Слонова. Позже в 2006—2010 годах он работал на театральном факультете Саратовской государственной консерватории им. Л.В. Собинова.
За 45 лет работы на сцене им сыграны более 100 ролей.
В 2007 году спектакль «Вечно живые» по пьесе В. Розова в постановке Соловьева стал лауреатом VI Всероссийского конкурса премии «Хрустальная роза Виктора Розова».

## Роли в театре
- Скупой рыцарь — «Маленькие трагедии», А. С. Пушкин
- Гаврила Пантелеевич Белугин — «Женитьба Белугина», А. Н. Островский и Н. Я. Соловьёв
- Лыняев — «Волки и овцы», А. Н. Островский
- Граф Дорринкорт — «Маленький лорд Фаунтлерой», по Ф. Бернет
- Царь Варфоломей — «Волшебное зелье», Е. Есилевская
- Ихменев — «Много на свете не княжеских детей...» по роману Ф. М. Достоевский «Униженные и оскорбленные»
- Трусоцкий — «Вечный муж», Ф. М. Достоевский
- Пастор — «Крошка Цахес» Э.-Т. Гофман
- Муж — «Дважды двое», А. Слаповский
- Доктор Брувик — «Строитель Сольнес», Г. Ибсен
- Адвокат Ночелла «Брак по-итальянски», Э. де Филиппо